# San Xuan de Nieva
San Xuan de Nieva (spanisch Laviana) ist eine Parroquia und ein Ort in der Gemeinde Avilés, in der Autonomen Gemeinschaft Asturien im Norden Spaniens.
Die 13 Einwohner (2011) leben auf einer Fläche von 0,22 km².

## Sehenswürdigkeiten
- Pfarrkirche "Nuestra Señora del Carmen"